# 第20師団管区
第20師団管区（だいにじゅうしだんかんく）は、朝鮮に設けられた日本陸軍の師団管区。朝鮮に2つ置かれた師団管区の一つである。

## 概要
師団管区は、1939年、昭和14年勅令第518号（8月1日制定、2日公布）による陸軍兵事部令制定にともない設けられた。この頃の日本の内地には、徴兵事務を扱う連隊区が多数あり、それが第18までの師管に属し、師管は同じ番号の師団が管轄していた。しかし朝鮮は師団があっても師管・連隊区がなかった。陸軍兵事部令とともに、6つの兵事区と2つの師団管区が置かれた。その一つが、第20師団が管轄する第20師団管区である。北東部を除く朝鮮の大部分を範囲にし、京城兵事区、平壌兵事区、大邱兵事区、光州兵事区が属した。
1940年、昭和15年軍令陸第20号（7月24日制定、26日公布、8月1日施行）の陸軍管区表改正で、師管と師団管区の名称は番号ではなく地名からとることになり、第20師団管区は京城師団管区に改称した。